# 加冈扬号飞船
加冈扬（意为“天空之船”）是印度空间研究组织为实现印度载人航天计划而研制开发中的载人飞船。按照设计，该飞船将由GSLV MK Ⅲ的改进型发射，可搭载三名宇航员进行五至七天的太空飞行。

## 发展历程
印度载人飞船的開發自2006年開始，原計畫的目的是設計一個與水星計劃類似的簡易太空艙，其上搭載两名宇航员，能在275千米高度的近地轨道中进行一周的飞行后以溅落海面的方式返回。飞船的初步设计于2009年2月获得批准，总预算高达1240亿卢比，计划在2013至2014年间实现不载人飞行，在2014至2015年间完成搭载两人的载人航天飞行。
2007年，印度成功进行了名为“太空返回试验舱”的试验飞行。一个重约555千克的返回舱被PSLV火箭送入轨道，运行12天后返回并溅落在孟加拉湾。印度通过该次试验基本掌握了再入返回所需的热防护和控制技术。
然而在2012年，有媒体报导称印度太空部无法获得足够的预算以推进其载人航天计划。随后在印度太空部于2013年公布的2012至2017年发展计划中，载人航天项目并未被提及，预示其首飞不会早于2017年。

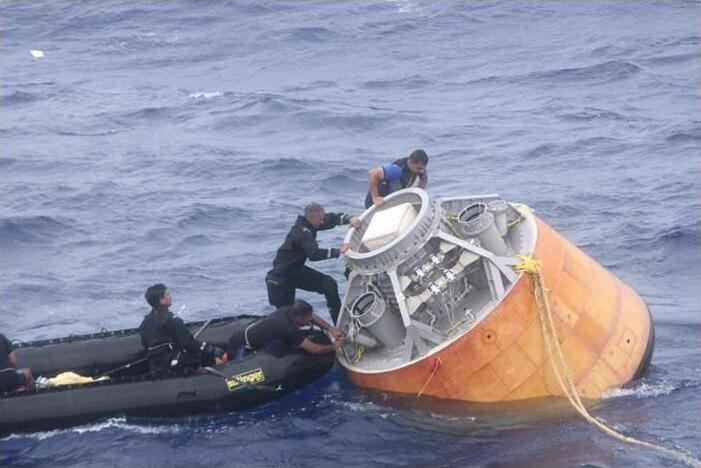
2014年印度首次载人飞船乘员舱大气再入试验

2014年12月18日，印度空间研究组织利用GSLV MK Ⅲ首次亚轨道飞行测试的机会进行了首次载人飞船乘员舱大气再入试验任务。重3375千克的乘员舱原型件被发射至126千米的高空，随后下落并打开降落伞，并于发射20分43秒后溅落于孟加拉湾。
2018年7月5日，印度进行了首次飞船逃逸系统测试，逃逸塔将连同乘员舱共12.6吨重的组合体发射至2.7千米的高度，随后乘员舱与逃逸塔分离并利用降落伞溅落于孟加拉湾，整个过程持续259秒，测试取得成功。
2018年8月15日，时任印度总理纳伦德拉·莫迪在印度独立日庆典的讲话中宣布，印度将在2022年甚至更早之前将一名印度宇航员送上太空。也就是在这次讲话中，“加冈扬”（Gaganyaan）的名字首次被公开并在之后成为印度载人飞船的正式名称。同年12月28日，印度内阁会议批准加冈扬计划。
2020年2月，印度空间研究组织在年度报告中宣布计划于2020年12月和2021年7月分别进行一次加冈扬的不载人飞行，随后在2021年12月进行首次载人飞行任务。同年11月，印度空间研究组织主席K.斯万透露由于冠状病毒疫情的影响，加冈扬的首次不载人飞行被推迟到2021年年底。
2021年7月，K.斯万再次透露加冈扬的首次不载人飞行不会早于2022年6月，并且在该次任务中飞船将暂不装备生命保障系统。

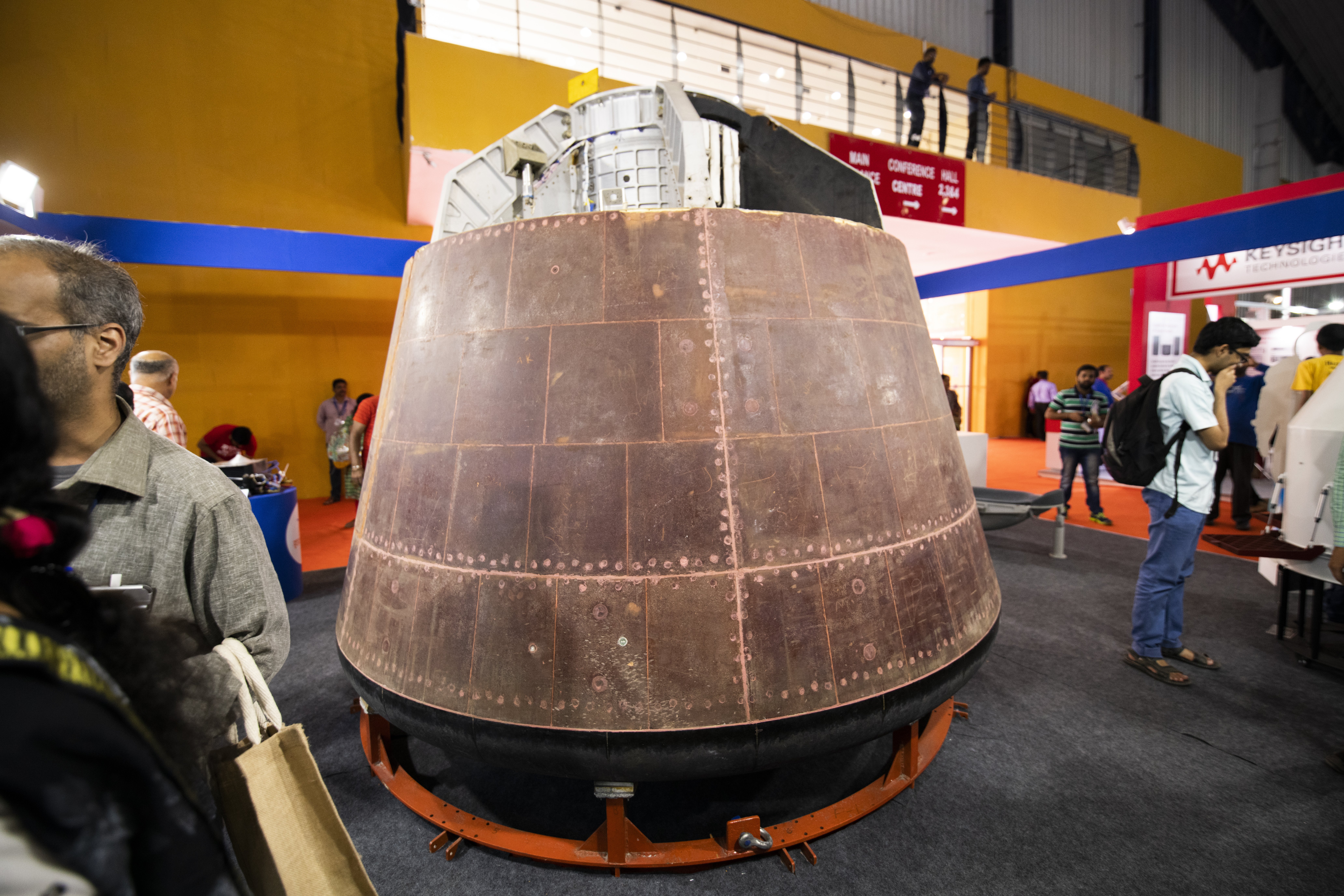
2018年9月6日至8日在第6届班加罗尔太空博览会上所展示的从乘员舱大气再入实验任务 (CARE) 中回收的飞船指令舱。

2021年8月，印度空间研究组织宣布成功完成了加冈扬载人飞船推进系统的一项关键测试。
2022年1月，印度宣布首次载人飞行将在2023年进行。
2022年12月，印度再次宣布推迟加冈扬飞船的首飞时间，首次无人试验飞行计划在2023年第四季度进行，之后将于2024年第四季度进行首次载人飞行。
2023年10月21日，印度太空研究組織（ISRO）表示，完成加岡揚太空船的關鍵測試。

## 飞船结构
加冈扬载人飞船采用两舱构型，由乘员舱和服务舱组成，可支持三名航天员5至7天的飞行。飞船将使用印度运力最强的火箭GSLV MK Ⅲ的改进型发射至近地点170千米，远地点400千米的轨道，其后再通过自身发动机变轨至400千米的圆形近地轨道。

### 乘员舱

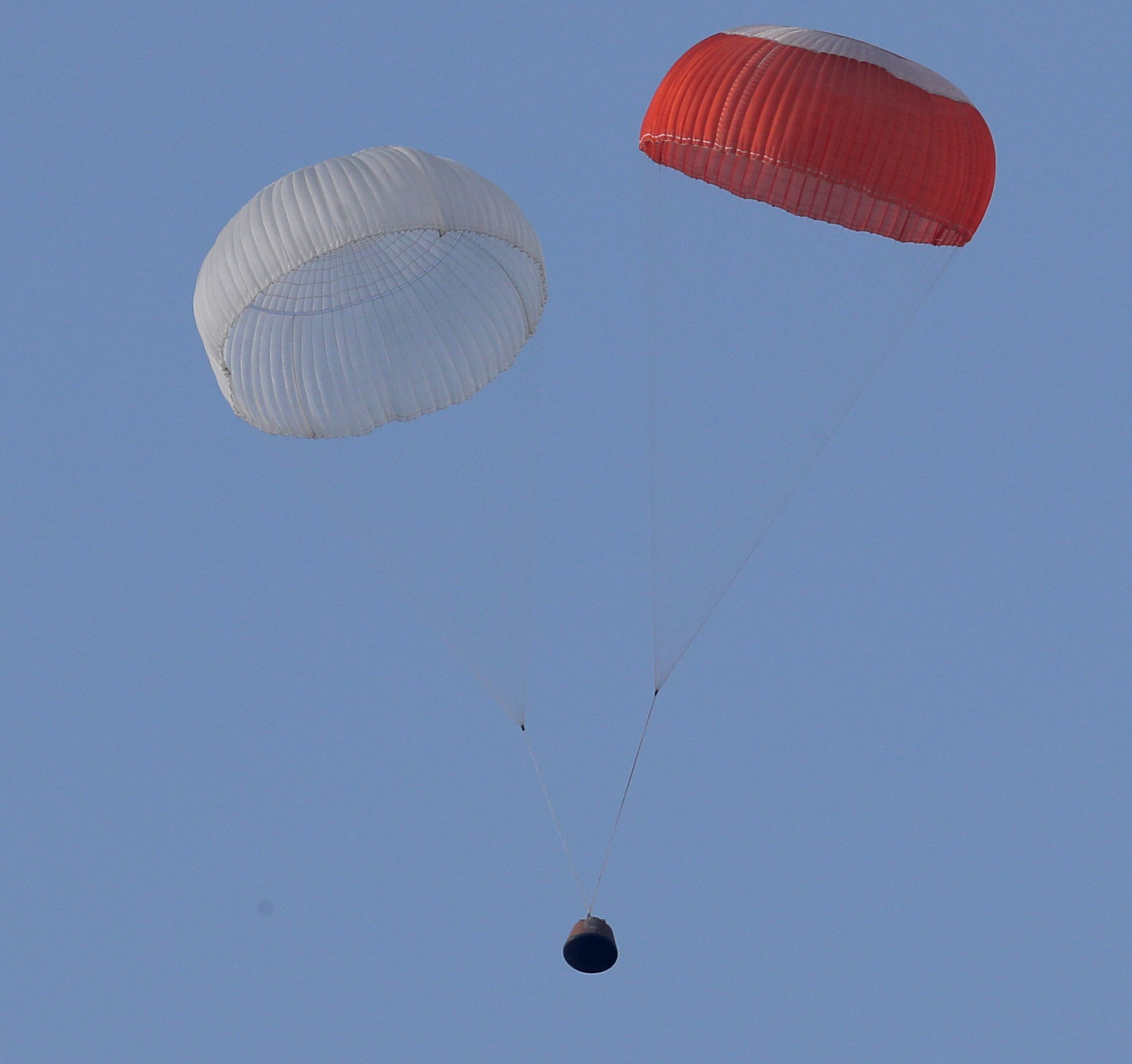
2018年7月的飞船逃逸系统测试中使用了双伞进行减速的乘员舱原型。

乘员舱为锥形设计，直径3.5米，高3米，其作用是在整个飞行过程中容纳航天员的活动并提供再入返回功能。根据2007年的太空返回试验舱试验飞行，乘员舱的迎风面会使用可重复使用的防热瓦，背风面则使用烧蚀性的放热材料。
在2018年7月的飞船逃逸系统测试中，乘员舱使用了双降落伞的系统在海上完成了溅落。

### 服务舱
服务舱负责为飞船提供推力以提升和降低轨道，其动力由五台440牛发动机提供。除此之外，服务舱还装备了16台100N姿态控制发动机用以调整姿态。